# Unicodeblock Lateinisch-1, Ergänzung
Der Unicodeblock Lateinisch-1, Ergänzung (Latin-1 Supplement, 0080 bis 00FF) ergibt zusammen mit dem Unicodeblock Basis-Lateinisch die Codepage „Latin1“ (ISO 8859-1).

## Tabelle
Die Steuerzeichen 
| Unicodenummer | Zeichen (400 %) | Kategorie                               | Bidirektionale Klasse       | Offizielle Bezeichnung                        | Beschreibung                                                               |
| ------------- | --------------- | --------------------------------------- | --------------------------- | --------------------------------------------- | -------------------------------------------------------------------------- |
| U+0080 (128)  | <control>       | Steuer- (Kontroll-) Zeichen             | neutrale Begrenzung         | PADDING CHARACTER (PAD)                       | Figment                                                                    |
| U+0081 (129)  | <control>       | Steuer- (Kontroll-) Zeichen             | neutrale Begrenzung         | HIGH OCTET PRESET (HOP)                       | Figment                                                                    |
| U+0082 (130)  | <control>       | Steuer- (Kontroll-) Zeichen             | neutrale Begrenzung         | BREAK PERMITTED HERE (BPH)                    | Steuerzeichen: Zeilenumbruch an dieser Stelle erlaubt                      |
| U+0083 (131)  | <control>       | Steuer- (Kontroll-) Zeichen             | neutrale Begrenzung         | NO BREAK HERE (NBH)                           | Steuerzeichen: kein Zeilenumbruch an dieser Stelle                         |
| U+0084 (132)  | <control>       | Steuer- (Kontroll-) Zeichen             | neutrale Begrenzung         | INDEX (IND)                                   | (nicht mehr genutzt)                                                       |
| U+0085 (133)  | <control>       | Steuer- (Kontroll-) Zeichen             | Abschnitttrenner            | NEXT LINE (NEL)                               | Steuerzeichen: nächste Zeile                                               |
| U+0086 (134)  | <control>       | Steuer- (Kontroll-) Zeichen             | neutrale Begrenzung         | START OF SELECTED AREA (SSA)                  | Steuerzeichen: Anfang des ausgewählten Bereichs                            |
| U+0087 (135)  | <control>       | Steuer- (Kontroll-) Zeichen             | neutrale Begrenzung         | END OF SELECTED AREA (ESA)                    | Steuerzeichen: Ende des ausgewählten Bereichs                              |
| U+0088 (136)  | <control>       | Steuer- (Kontroll-) Zeichen             | neutrale Begrenzung         | CHARACTER TABULATION SET (HTS)                | Steuerzeichen: Zeichentabulierung setzen                                   |
| U+0089 (137)  | <control>       | Steuer- (Kontroll-) Zeichen             | neutrale Begrenzung         | CHARACTER TABULATION WITH JUSTIFICATION (HTJ) | Steuerzeichen: Zeichentabulierung mit Ausrichtung                          |
| U+008A (138)  | <control>       | Steuer- (Kontroll-) Zeichen             | neutrale Begrenzung         | LINE TABULATION SET (VTS)                     | Steuerzeichen: Zeilentabulierung setzen                                    |
| U+008B (139)  | <control>       | Steuer- (Kontroll-) Zeichen             | neutrale Begrenzung         | PARTIAL LINE FORWARD (PLD)                    | Steuerzeichen: Teilzeile abwärts                                           |
| U+008C (140)  | <control>       | Steuer- (Kontroll-) Zeichen             | neutrale Begrenzung         | PARTIAL LINE BACKWARD (PLU)                   | Steuerzeichen: Teilzeile aufwärts                                          |
| U+008D (141)  | <control>       | Steuer- (Kontroll-) Zeichen             | neutrale Begrenzung         | REVERSE LINE FEED (RI)                        | Steuerzeichen: umgekehrter Zeilenvorschub                                  |
| U+008E (142)  | <control>       | Steuer- (Kontroll-) Zeichen             | neutrale Begrenzung         | SINGLE SHIFT TWO (SS2)                        | Steuerzeichen: einzelne Umschaltung 2                                      |
| U+008F (143)  | <control>       | Steuer- (Kontroll-) Zeichen             | neutrale Begrenzung         | SINGLE SHIFT THREE (SS3)                      | Steuerzeichen: einzelne Umschaltung 3                                      |
| U+0090 (144)  | <control>       | Steuer- (Kontroll-) Zeichen             | neutrale Begrenzung         | DEVICE CONTROL STRING (DCS)                   | Steuerzeichen: beginnt eine Zeichenfolge zur Gerätesteuerung               |
| U+0091 (145)  | <control>       | Steuer- (Kontroll-) Zeichen             | neutrale Begrenzung         | PRIVATE USE ONE (PU1)                         | Steuerzeichen: frei verwendbar 1                                           |
| U+0092 (146)  | <control>       | Steuer- (Kontroll-) Zeichen             | neutrale Begrenzung         | PRIVATE USE TWO (PU2)                         | Steuerzeichen: frei verwendbar 2                                           |
| U+0093 (147)  | <control>       | Steuer- (Kontroll-) Zeichen             | neutrale Begrenzung         | SET TRANSMIT STATE (STS)                      |                                                                            |
| U+0094 (148)  | <control>       | Steuer- (Kontroll-) Zeichen             | neutrale Begrenzung         | CANCEL CHARACTER (CCH)                        | Steuerzeichen: Abbruch                                                     |
| U+0095 (149)  | <control>       | Steuer- (Kontroll-) Zeichen             | neutrale Begrenzung         | MESSAGE WAITING (MW)                          | Steuerzeichen: Warten auf Nachricht                                        |
| U+0096 (150)  | <control>       | Steuer- (Kontroll-) Zeichen             | neutrale Begrenzung         | START OF GUARDED AREA (SPA)                   | Steuerzeichen: Beginn eines überwachten Bereichs                           |
| U+0097 (151)  | <control>       | Steuer- (Kontroll-) Zeichen             | neutrale Begrenzung         | END OF GUARDED AREA (EPA)                     | Steuerzeichen: Ende eines überwachten Bereichs                             |
| U+0098 (152)  | <control>       | Steuer- (Kontroll-) Zeichen             | neutrale Begrenzung         | START OF STRING (SOS)                         | Steuerzeichen: Beginn einer Zeichenkette                                   |
| U+0099 (153)  | <control>       | Steuer- (Kontroll-) Zeichen             | neutrale Begrenzung         | SINGLE GRAPHIC CHARACTER INTRODUCER (SGC)     | Figment                                                                    |
| U+009A (154)  | <control>       | Steuer- (Kontroll-) Zeichen             | neutrale Begrenzung         | SINGLE CHARACTER INTRODUCER (SCI)             | Steuerzeichen:                                                             |
| U+009B (155)  | <control>       | Steuer- (Kontroll-) Zeichen             | neutrale Begrenzung         | CONTROL SEQUENCE INTRODUCER (CSI)             | Steuerzeichen:                                                             |
| U+009C (156)  | <control>       | Steuer- (Kontroll-) Zeichen             | neutrale Begrenzung         | STRING TERMINATOR (ST)                        | Steuerzeichen: Ende einer Zeichenkette (für nicht nullterminierte Strings) |
| U+009D (157)  | <control>       | Steuer- (Kontroll-) Zeichen             | neutrale Begrenzung         | OPERATING SYSTEM COMMAND (OSC)                | Steuerzeichen: Betriebssystembefehl                                        |
| U+009E (158)  | <control>       | Steuer- (Kontroll-) Zeichen             | neutrale Begrenzung         | PRIVACY MESSAGE (PM)                          | Steuerzeichen: Private Nachricht                                           |
| U+009F (159)  | <control>       | Steuer- (Kontroll-) Zeichen             | neutrale Begrenzung         | APPLICATION PROGRAM COMMAND (APC)             | Steuerzeichen: Anwendungsbefehl                                            |
| U+00A0 (160)  | [[ ]]           | Trenn- (Leer-) Zeichen                  | allgemeines Trennzeichen    | NO-BREAK SPACE                                | Geschütztes Leerzeichen                                                    |
| U+00A1 (161)  | ¡               | andere Interpunktion                    | anderes neutrales Zeichen   | INVERTED EXCLAMATION MARK                     | Umgekehrtes Ausrufezeichen                                                 |
| U+00A2 (162)  | ¢               | Währungssymbol                          | europäisches Schlusszeichen | CENT SIGN                                     | Centzeichen                                                                |
| U+00A3 (163)  | £               | Währungssymbol                          | europäisches Schlusszeichen | POUND SIGN                                    | Pfundzeichen                                                               |
| U+00A4 (164)  | ¤               | Währungssymbol                          | europäisches Schlusszeichen | CURRENCY SIGN                                 | Allgemeines Währungssymbol                                                 |
| U+00A5 (165)  | ¥               | Währungssymbol                          | europäisches Schlusszeichen | YEN SIGN                                      | Yenzeichen                                                                 |
| U+00A6 (166)  | ¦               | anderes Symbol                          | anderes neutrales Zeichen   | BROKEN BAR                                    | Unterbrochener Strich                                                      |
| U+00A7 (167)  | §               | andere Interpunktion                    | anderes neutrales Zeichen   | SECTION SIGN                                  | Paragrafzeichen                                                            |
| U+00A8 (168)  | ¨               | modifizierendes Symbol                  | anderes neutrales Zeichen   | DIAERESIS                                     | Trema                                                                      |
| U+00A9 (169)  | ©               | anderes Symbol                          | anderes neutrales Zeichen   | COPYRIGHT SIGN                                | Copyrightzeichen                                                           |
| U+00AA (170)  | ª               | anderer Buchstabe, Silbe oder Ideogramm | links nach rechts           | FEMININE ORDINAL INDICATOR                    | Ordinal-a, feminines Ordinalzeichen                                        |
| U+00AB (171)  | «               | Startinterpunktion                      | anderes neutrales Zeichen   | LEFT-POINTING DOUBLE ANGLE QUOTATION MARK     | Nach links zeigendes doppeltes spitzes Anführungszeichen                   |
| U+00AC (172)  | ¬               | mathematisches Symbol                   | anderes neutrales Zeichen   | NOT SIGN                                      | Nicht-Zeichen                                                              |
| U+00AD (173)  | <format>        | Formatierzeichen                        | neutrale Begrenzung         | SOFT HYPHEN                                   | Bedingter Trennstrich                                                      |
| U+00AE (174)  | ®               | anderes Symbol                          | anderes neutrales Zeichen   | REGISTERED SIGN                               | Registriert-Zeichen                                                        |
| U+00AF (175)  | ¯               | modifizierendes Symbol                  | anderes neutrales Zeichen   | MACRON                                        | Makron                                                                     |
| U+00B0 (176)  | °               | anderes Symbol                          | europäisches Schlusszeichen | DEGREE SIGN                                   | Gradzeichen                                                                |
| U+00B1 (177)  | ±               | mathematisches Symbol                   | europäisches Schlusszeichen | PLUS-MINUS SIGN                               | Plusminuszeichen                                                           |
| U+00B2 (178)  | ²               | anderes Zahlzeichen                     | europäische Ziffer          | SUPERSCRIPT TWO                               | Hochgestellte Zwei                                                         |
| U+00B3 (179)  | ³               | anderes Zahlzeichen                     | europäische Ziffer          | SUPERSCRIPT THREE                             | Hochgestellte Drei                                                         |
| U+00B4 (180)  | ´               | modifizierendes Symbol                  | anderes neutrales Zeichen   | ACUTE ACCENT                                  | Akut                                                                       |
| U+00B5 (181)  | µ               | Kleinbuchstabe                          | links nach rechts           | MICRO SIGN                                    | Mikro-Zeichen                                                              |
| U+00B6 (182)  | ¶               | andere Interpunktion                    | anderes neutrales Zeichen   | PILCROW SIGN                                  | Absatzzeichen                                                              |
| U+00B7 (183)  | ·               | andere Interpunktion                    | anderes neutrales Zeichen   | MIDDLE DOT                                    | Mittelpunkt                                                                |
| U+00B8 (184)  | ¸               | modifizierendes Symbol                  | anderes neutrales Zeichen   | CEDILLA                                       | Cedille                                                                    |
| U+00B9 (185)  | ¹               | anderes Zahlzeichen                     | europäische Ziffer          | SUPERSCRIPT ONE                               | Hochgestellte Eins                                                         |
| U+00BA (186)  | º               | anderer Buchstabe, Silbe oder Ideogramm | links nach rechts           | MASCULINE ORDINAL INDICATOR                   | Ordinal-o, maskulines Ordinalzeichen                                       |
| U+00BB (187)  | »               | Endinterpunktion                        | anderes neutrales Zeichen   | RIGHT-POINTING DOUBLE ANGLE QUOTATION MARK    | Nach rechts zeigendes doppeltes spitzes Anführungszeichen                  |
| U+00BC (188)  | ¼               | anderes Zahlzeichen                     | anderes neutrales Zeichen   | VULGAR FRACTION ONE QUARTER                   | Gewöhnlicher Bruch ein Viertel                                             |
| U+00BD (189)  | ½               | anderes Zahlzeichen                     | anderes neutrales Zeichen   | VULGAR FRACTION ONE HALF                      | Gewöhnlicher Bruch einhalb                                                 |
| U+00BE (190)  | ¾               | anderes Zahlzeichen                     | anderes neutrales Zeichen   | VULGAR FRACTION THREE QUARTERS                | Gewöhnlicher Bruch drei Viertel                                            |
| U+00BF (191)  | ¿               | andere Interpunktion                    | anderes neutrales Zeichen   | INVERTED QUESTION MARK                        | Umgekehrtes Fragezeichen                                                   |
| U+00C0 (192)  | À               | Großbuchstabe                           | links nach rechts           | LATIN CAPITAL LETTER A WITH GRAVE             | Lateinischer Großbuchstabe A mit Gravis                                    |
| U+00C1 (193)  | Á               | Großbuchstabe                           | links nach rechts           | LATIN CAPITAL LETTER A WITH ACUTE             | Lateinischer Großbuchstabe A mit Akut                                      |
| U+00C2 (194)  | Â               | Großbuchstabe                           | links nach rechts           | LATIN CAPITAL LETTER A WITH CIRCUMFLEX        | Lateinischer Großbuchstabe A mit Zirkumflex                                |
| U+00C3 (195)  | Ã               | Großbuchstabe                           | links nach rechts           | LATIN CAPITAL LETTER A WITH TILDE             | Lateinischer Großbuchstabe A mit Tilde                                     |
| U+00C4 (196)  | Ä               | Großbuchstabe                           | links nach rechts           | LATIN CAPITAL LETTER A WITH DIAERESIS         | Lateinischer Großbuchstabe A mit Trema                                     |
| U+00C5 (197)  | Å               | Großbuchstabe                           | links nach rechts           | LATIN CAPITAL LETTER A WITH RING ABOVE        | Lateinischer Großbuchstabe A mit Ring                                      |
| U+00C6 (198)  | Æ               | Großbuchstabe                           | links nach rechts           | LATIN CAPITAL LETTER AE                       | Lateinischer Großbuchstabe AE-Ligatur                                      |
| U+00C7 (199)  | Ç               | Großbuchstabe                           | links nach rechts           | LATIN CAPITAL LETTER C WITH CEDILLA           | Lateinischer Großbuchstabe C mit Cedille                                   |
| U+00C8 (200)  | È               | Großbuchstabe                           | links nach rechts           | LATIN CAPITAL LETTER E WITH GRAVE             | Lateinischer Großbuchstabe E mit Gravis                                    |
| U+00C9 (201)  | É               | Großbuchstabe                           | links nach rechts           | LATIN CAPITAL LETTER E WITH ACUTE             | Lateinischer Großbuchstabe E mit Akut                                      |
| U+00CA (202)  | Ê               | Großbuchstabe                           | links nach rechts           | LATIN CAPITAL LETTER E WITH CIRCUMFLEX        | Lateinischer Großbuchstabe E mit Zirkumflex                                |
| U+00CB (203)  | Ë               | Großbuchstabe                           | links nach rechts           | LATIN CAPITAL LETTER E WITH DIAERESIS         | Lateinischer Großbuchstabe E mit Trema                                     |
| U+00CC (204)  | Ì               | Großbuchstabe                           | links nach rechts           | LATIN CAPITAL LETTER I WITH GRAVE             | Lateinischer Großbuchstabe I mit Gravis                                    |
| U+00CD (205)  | Í               | Großbuchstabe                           | links nach rechts           | LATIN CAPITAL LETTER I WITH ACUTE             | Lateinischer Großbuchstabe I mit Akut                                      |
| U+00CE (206)  | Î               | Großbuchstabe                           | links nach rechts           | LATIN CAPITAL LETTER I WITH CIRCUMFLEX        | Lateinischer Großbuchstabe I mit Zirkumflex                                |
| U+00CF (207)  | Ï               | Großbuchstabe                           | links nach rechts           | LATIN CAPITAL LETTER I WITH DIAERESIS         | Lateinischer Großbuchstabe I mit Trema                                     |
| U+00D0 (208)  | Ð               | Großbuchstabe                           | links nach rechts           | LATIN CAPITAL LETTER ETH                      | Lateinischer Großbuchstabe Eth                                             |
| U+00D1 (209)  | Ñ               | Großbuchstabe                           | links nach rechts           | LATIN CAPITAL LETTER N WITH TILDE             | Lateinischer Großbuchstabe N mit Tilde                                     |
| U+00D2 (210)  | Ò               | Großbuchstabe                           | links nach rechts           | LATIN CAPITAL LETTER O WITH GRAVE             | Lateinischer Großbuchstabe O mit Gravis                                    |
| U+00D3 (211)  | Ó               | Großbuchstabe                           | links nach rechts           | LATIN CAPITAL LETTER O WITH ACUTE             | Lateinischer Großbuchstabe O mit Akut                                      |
| U+00D4 (212)  | Ô               | Großbuchstabe                           | links nach rechts           | LATIN CAPITAL LETTER O WITH CIRCUMFLEX        | Lateinischer Großbuchstabe O mit Zirkumflex                                |
| U+00D5 (213)  | Õ               | Großbuchstabe                           | links nach rechts           | LATIN CAPITAL LETTER O WITH TILDE             | Lateinischer Großbuchstabe O mit Tilde                                     |
| U+00D6 (214)  | Ö               | Großbuchstabe                           | links nach rechts           | LATIN CAPITAL LETTER O WITH DIAERESIS         | Lateinischer Großbuchstabe O mit Trema                                     |
| U+00D7 (215)  | ×               | mathematisches Symbol                   | anderes neutrales Zeichen   | MULTIPLICATION SIGN                           | Malkreuz                                                                   |
| U+00D8 (216)  | Ø               | Großbuchstabe                           | links nach rechts           | LATIN CAPITAL LETTER O WITH STROKE            | Lateinischer Großbuchstabe durchgestrichenes O                             |
| U+00D9 (217)  | Ù               | Großbuchstabe                           | links nach rechts           | LATIN CAPITAL LETTER U WITH GRAVE             | Lateinischer Großbuchstabe U mit Gravis                                    |
| U+00DA (218)  | Ú               | Großbuchstabe                           | links nach rechts           | LATIN CAPITAL LETTER U WITH ACUTE             | Lateinischer Großbuchstabe U mit Akut                                      |
| U+00DB (219)  | Û               | Großbuchstabe                           | links nach rechts           | LATIN CAPITAL LETTER U WITH CIRCUMFLEX        | Lateinischer Großbuchstabe U mit Zirkumflex                                |
| U+00DC (220)  | Ü               | Großbuchstabe                           | links nach rechts           | LATIN CAPITAL LETTER U WITH DIAERESIS         | Lateinischer Großbuchstabe U mit Trema                                     |
| U+00DD (221)  | Ý               | Großbuchstabe                           | links nach rechts           | LATIN CAPITAL LETTER Y WITH ACUTE             | Lateinischer Großbuchstabe Y mit Akut                                      |
| U+00DE (222)  | Þ               | Großbuchstabe                           | links nach rechts           | LATIN CAPITAL LETTER THORN                    | Lateinischer Großbuchstabe Thorn                                           |
| U+00DF (223)  | ß               | Kleinbuchstabe                          | links nach rechts           | LATIN SMALL LETTER SHARP S                    | Lateinischer Kleinbuchstabe Scharfes S                                     |
| U+00E0 (224)  | à               | Kleinbuchstabe                          | links nach rechts           | LATIN SMALL LETTER A WITH GRAVE               | Lateinischer Kleinbuchstabe a mit Gravis                                   |
| U+00E1 (225)  | á               | Kleinbuchstabe                          | links nach rechts           | LATIN SMALL LETTER A WITH ACUTE               | Lateinischer Kleinbuchstabe a mit Akut                                     |
| U+00E2 (226)  | â               | Kleinbuchstabe                          | links nach rechts           | LATIN SMALL LETTER A WITH CIRCUMFLEX          | Lateinischer Kleinbuchstabe a mit Zirkumflex                               |
| U+00E3 (227)  | ã               | Kleinbuchstabe                          | links nach rechts           | LATIN SMALL LETTER A WITH TILDE               | Lateinischer Kleinbuchstabe a mit Tilde                                    |
| U+00E4 (228)  | ä               | Kleinbuchstabe                          | links nach rechts           | LATIN SMALL LETTER A WITH DIAERESIS           | Lateinischer Kleinbuchstabe a mit Trema                                    |
| U+00E5 (229)  | å               | Kleinbuchstabe                          | links nach rechts           | LATIN SMALL LETTER A WITH RING ABOVE          | Lateinischer Kleinbuchstabe a mit Ring                                     |
| U+00E6 (230)  | æ               | Kleinbuchstabe                          | links nach rechts           | LATIN SMALL LETTER AE                         | Lateinischer Kleinbuchstabe ae-Ligatur                                     |
| U+00E7 (231)  | ç               | Kleinbuchstabe                          | links nach rechts           | LATIN SMALL LETTER C WITH CEDILLA             | Lateinischer Kleinbuchstabe c mit Cedille                                  |
| U+00E8 (232)  | è               | Kleinbuchstabe                          | links nach rechts           | LATIN SMALL LETTER E WITH GRAVE               | Lateinischer Kleinbuchstabe e mit Gravis                                   |
| U+00E9 (233)  | é               | Kleinbuchstabe                          | links nach rechts           | LATIN SMALL LETTER E WITH ACUTE               | Lateinischer Kleinbuchstabe e mit Akut                                     |
| U+00EA (234)  | ê               | Kleinbuchstabe                          | links nach rechts           | LATIN SMALL LETTER E WITH CIRCUMFLEX          | Lateinischer Kleinbuchstabe e mit Zirkumflex                               |
| U+00EB (235)  | ë               | Kleinbuchstabe                          | links nach rechts           | LATIN SMALL LETTER E WITH DIAERESIS           | Lateinischer Kleinbuchstabe e mit Trema                                    |
| U+00EC (236)  | ì               | Kleinbuchstabe                          | links nach rechts           | LATIN SMALL LETTER I WITH GRAVE               | Lateinischer Kleinbuchstabe i mit Gravis                                   |
| U+00ED (237)  | í               | Kleinbuchstabe                          | links nach rechts           | LATIN SMALL LETTER I WITH ACUTE               | Lateinischer Kleinbuchstabe i mit Akut                                     |
| U+00EE (238)  | î               | Kleinbuchstabe                          | links nach rechts           | LATIN SMALL LETTER I WITH CIRCUMFLEX          | Lateinischer Kleinbuchstabe i mit Zirkumflex                               |
| U+00EF (239)  | ï               | Kleinbuchstabe                          | links nach rechts           | LATIN SMALL LETTER I WITH DIAERESIS           | Lateinischer Kleinbuchstabe i mit Trema                                    |
| U+00F0 (240)  | ð               | Kleinbuchstabe                          | links nach rechts           | LATIN SMALL LETTER ETH                        | Lateinischer Kleinbuchstabe Eth                                            |
| U+00F1 (241)  | ñ               | Kleinbuchstabe                          | links nach rechts           | LATIN SMALL LETTER N WITH TILDE               | Lateinischer Kleinbuchstabe n mit Tilde                                    |
| U+00F2 (242)  | ò               | Kleinbuchstabe                          | links nach rechts           | LATIN SMALL LETTER O WITH GRAVE               | Lateinischer Kleinbuchstabe o mit Gravis                                   |
| U+00F3 (243)  | ó               | Kleinbuchstabe                          | links nach rechts           | LATIN SMALL LETTER O WITH ACUTE               | Lateinischer Kleinbuchstabe o mit Akut                                     |
| U+00F4 (244)  | ô               | Kleinbuchstabe                          | links nach rechts           | LATIN SMALL LETTER O WITH CIRCUMFLEX          | Lateinischer Kleinbuchstabe o mit Zirkumflex                               |
| U+00F5 (245)  | õ               | Kleinbuchstabe                          | links nach rechts           | LATIN SMALL LETTER O WITH TILDE               | Lateinischer Kleinbuchstabe o mit Tilde                                    |
| U+00F6 (246)  | ö               | Kleinbuchstabe                          | links nach rechts           | LATIN SMALL LETTER O WITH DIAERESIS           | Lateinischer Kleinbuchstabe o mit Trema                                    |
| U+00F7 (247)  | ÷               | mathematisches Symbol                   | anderes neutrales Zeichen   | DIVISION SIGN                                 | Strichdoppelpunkt                                                          |
| U+00F8 (248)  | ø               | Kleinbuchstabe                          | links nach rechts           | LATIN SMALL LETTER O WITH STROKE              | Lateinischer Kleinbuchstabe o mit Strich                                   |
| U+00F9 (249)  | ù               | Kleinbuchstabe                          | links nach rechts           | LATIN SMALL LETTER U WITH GRAVE               | Lateinischer Kleinbuchstabe u mit Gravis                                   |
| U+00FA (250)  | ú               | Kleinbuchstabe                          | links nach rechts           | LATIN SMALL LETTER U WITH ACUTE               | Lateinischer Kleinbuchstabe u mit Akut                                     |
| U+00FB (251)  | û               | Kleinbuchstabe                          | links nach rechts           | LATIN SMALL LETTER U WITH CIRCUMFLEX          | Lateinischer Kleinbuchstabe u mit Zirkumflex                               |
| U+00FC (252)  | ü               | Kleinbuchstabe                          | links nach rechts           | LATIN SMALL LETTER U WITH DIAERESIS           | Lateinischer Kleinbuchstabe u mit Trema                                    |
| U+00FD (253)  | ý               | Kleinbuchstabe                          | links nach rechts           | LATIN SMALL LETTER Y WITH ACUTE               | Lateinischer Kleinbuchstabe y mit Akut                                     |
| U+00FE (254)  | þ               | Kleinbuchstabe                          | links nach rechts           | LATIN SMALL LETTER THORN                      | Lateinischer Kleinbuchstabe Thorn                                          |
| U+00FF (255)  | ÿ               | Kleinbuchstabe                          | links nach rechts           | LATIN SMALL LETTER Y WITH DIAERESIS           | Lateinischer Kleinbuchstabe y mit Trema                                    |

1. 1 2 3  Dieses Steuerzeichen wurde im Rahmen einer Datenarchitektur vorgesehen, aber niemals realisiert. Es gibt keine Normung dazu und es wird deshalb nirgendwo genutzt.